# 鈴木陽
鈴木 陽（すずき はるひ、1999年9月3日 - ）は、東京都板橋区出身の女子サッカー選手。韓国WKリーグ・仁川現代製鉄レッドエンジェルズ所属。ポジションはフォワード。

## 経歴

### ユース
中学時代は浦和レッズレディース・ジュニアユースに所属し、高校は開志学園JAPANサッカーカレッジに進学した。しかし2016年に高校を辞め、1ヶ月間のサッカー留学のため16歳で単身ブラジル（FOZ CATARATAS FC）へ渡り、帰国後にAC長野パルセイロ・レディースの下部組織であるAC長野パルセイロ・シュヴェスターへの所属が決まった。

### シニア
2017年にAC長野パルセイロ・レディースへ昇格。
2018年8月、トレーニング中に右膝前十字靭帯損傷を受傷（全治8～10ヶ月）し、手術をおこなった。
2019年12月、海外挑戦のためAC長野パルセイロ・レディースを退団したが、新型コロナウィルスの影響で思うように行かず、未所属のまま1年以上経過した2021年6月にオルカ鴨川FCへ加入が発表された。しかし加入後に左膝前十字靭帯を断裂し、翌2022年にも再断裂し、この年は1試合も出場することはなかった。
2023年には初めて怪我なくシーズンを終え、チームのなでしこリーグ1部優勝への貢献を認められ、最優秀選手賞を初受賞した。シーズン終了後、WEリーグ・日テレ・東京ヴェルディベレーザへの完全移籍が発表された。
2025年3月13日、韓国WKリーグの仁川現代製鉄レッドエンジェルズへの完全移籍が発表された。

### 代表
2018年7月、2018 FIFA U-20女子ワールドカップへ臨むU-20サッカー日本代表に選出されたが、前述の怪我のため不参加となった。

## 個人成績

### クラブ
| 国内大会個人成績 | 国内大会個人成績               | 国内大会個人成績 | 国内大会個人成績 | 国内大会個人成績 | 国内大会個人成績 | 国内大会個人成績 | 国内大会個人成績 | 国内大会個人成績 | 国内大会個人成績 | 国内大会個人成績 | 国内大会個人成績 |
| 年度             | クラブ                         | 背番号           | リーグ           | リーグ戦         | リーグ戦         | リーグ杯         | リーグ杯         | オープン杯       | オープン杯       | 期間通算         | 期間通算         |
| 年度             | クラブ                         | 背番号           | リーグ           | 出場             | 得点             | 出場             | 得点             | 出場             | 得点             | 出場             | 得点             |
| 日本             | 日本                           | 日本             | 日本             | リーグ戦         | リーグ戦         | リーグ杯         | リーグ杯         | 皇后杯           | 皇后杯           | 期間通算         | 期間通算         |
| ---------------- | ------------------------------ | ---------------- | ---------------- | ---------------- | ---------------- | ---------------- | ---------------- | ---------------- | ---------------- | ---------------- | ---------------- |
| 2017             | AC長野パルセイロ・レディース   | 23               | なでしこ1部      | 4                | 0                | 0                | 0                | 3                | 1                | 7                | 1                |
| 2018             | AC長野パルセイロ・レディース   | 23               | なでしこ1部      | 7                | 4                | 7                | 1                | -                | -                | 14               | 5                |
| 2019             | AC長野パルセイロ・レディース   | 9                | なでしこ1部      | 10               | 3                | 6                | 1                | 2                | 2                | 18               | 6                |
| 2021             | オルカ鴨川FC                   | 29               | なでしこ1部      | 4                | 2                | -                | -                | 0                | 0                | 4                | 2                |
| 2022             | オルカ鴨川FC                   | 11               | なでしこ1部      | 0                | 0                | -                | -                | 0                | 0                | 0                | 0                |
| 2023             | オルカ鴨川FC                   | 11               | なでしこ1部      | 22               | 12               | -                | -                | 2                | 3                | 24               | 15               |
| 2023-24          | 日テレ・東京ヴェルディベレーザ | 32               | WE               | 15               | 4                | -                | -                | -                | -                | 15               | 4                |
| 2024-25          | 日テレ・東京ヴェルディベレーザ | 32               | WE               | 9                | 0                | 5                | 0                | 2                | 0                | 16               | 0                |
| 通算             | 日本                           | 日本             | 1部              | 45               | 11               | 18               | 2                | 7                | 3                | 70               | 16               |
| 通算             | 日本                           | 日本             | 2部              | 26               | 14               | 0                | 0                | 2                | 3                | 28               | 17               |
| 総通算           | 総通算                         | 総通算           | 総通算           | 71               | 25               | 18               | 2                | 9                | 6                | 98               | 33               |

- 日本女子サッカーリーグ
  - 初出場 - 2017年4月29日 なでしこリーグ1部 第5節 日テレ・ベレーザ戦 (多摩市立陸上競技場)[13]
  - 初得点 - 2018年5月3日 なでしこリーグ1部 第4節 セレッソ大阪堺レディース戦 (長野Uスタジアム)[13]

- WEリーグ
  - 初出場 - 2024年3月3日 第8節 ノジマステラ神奈川相模原戦 (相模原ギオンスタジアム)[14]
  - 初得点 - 2024年3月24日 第12節 サンフレッチェ広島レジーナ戦 (味の素フィールド西が丘)[14]

## タイトル

### クラブ
- オルカ鴨川FC
  - なでしこリーグ1部: 1回 (2023)

### 個人
- なでしこリーグ1部
  - 最優秀選手賞（MVP）: 1回 (2023[8])
  - ベストイレブン: 1回 (2023)